# Škarnice
Škarnice so naselje v Občini Dobje.